# Super Dash Bunko
Super Dash Bunko (スーパーダッシュ文庫?, Sūpā Dasshu Bunko) è un'etichetta editoriale giapponese appartenente alla Shūeisha. L'azienda è stata fondata nel luglio del 2000 e produce light novel che mirano prevalentemente a un pubblico maschile di giovane età.

## Alcune light novel pubblicate dalla Super Dash Bunko
- All You Need Is Kill
- Arc the Lad
- Bakuen Campus Guardress
- Campione!
- Kure-nai
- La principessa Minerva
- Outlaw Star
- Papa no iukoto o kikinasai!
- Read or Die
- Rokka: Braves of the Six Flowers